# Judith Clarke
Judith Clarke (Sydney, 24 augustus 1943) is een Australisch schrijver van kinderboeken.

## Leven
Clarke werkte als lerares en bibliothecaresse en gaf ook vorming aan volwassenen. Ze maakte nooit de bewuste keuze om schrijfster te worden; ze heeft het nooit gezien als een beroep of carrière. Met schrijven begon ze als kind, in de suburbs van Sydney in de jaren 1950.

## Werk
Haar boeken hebben diepgang en vaak balanceren haar boeken op de grens tussen jeugd- en volwassenenliteratuur. Internationale faam verwierf ze met haar Al Capsella-trilogie, die veelvuldig bejubeld en met prijzen gewaardeerd werd. Ook ander werk van haar hand, zoals Friend of my Heart (1994), The Lost day (1997), Night Train (1998), Wolf on the Fold (2000), werd reeds bekroond. De boeken van Clarke werden met veel succes uitgegeven in Australië, Amerika en Europa. Boeken uit haar oeuvre die in het Nederlands vertaald zijn, zijn: Vijf Vadem Diep (Starry Nights) en Een wolf in de schaapskooi (Wolf on the Fold), dat in 2004 met de Boekenwelp voor vertalingen werd bekroond.

## Bekroningen
- 2004: Boekenwelp voor Een wolf in de schaapskooi

- CiNii: DA14043872
- Gemeinsame Normdatei: 121495132
- International Standard Name Identifier: 0000 0000 8283 4113
- Library of Congress Control Number: n86061816
- Bibliotheek van het Japanse parlement: 00951800
- Nationale Bibliotheek van Tsjechië: xx0155478
- Nationale bibliotheek van Australië: 35124508
- Nederlandse Thesaurus van Auteursnamen: 243296614
- Système universitaire de documentation: 236489313
- Trove: 476504
- Virtual International Authority File: 95341949
- WorldCat: E39PBJh4xHDGmyHdHwyB4q7j4q